# Chapel of the Snows
Chapel of the Snows är en kristen kyrkobyggnad belägen på amerikanska McMurdo Station på Rossön. Kapellet är världens näst sydligaste religiösa byggnad, och används av både katoliker och protestanter. Under sommaren roterar administrationen. Amerikanska Air National Guard står för protestantiska kaplaner, medan Wellingtons katolska ärkestift står för katolska präster. Kapellet används också av till exempel Sjundedagsadventisterna, Bahá'í och buddhister, samt icke-religiösa grupper, som Anonyma Alkoholister. Byggnaden tar upp till 63 personer.  Den ursprungliga byggnaden förstördes av en brand 1978, och ett provisoriskt kapell byggdes, innan ett nytt permanent kapell invigdes 1989. Altaret kommer från St Saviour's Chapel i Lyttelton, Nya Zeeland.

### Fotnoter
1. ↑  Chapel of the Snows. A history of the Chapel of the Snows
2. ↑  ”Chapel returning home to Lyttelton”. Anglican Taonga. http://anglicantaonga.org.nz/News/TIKANGA-PAKEHA/Chapel-returning-home-to-Lyttelton. Läst 6 juni 2012.